# Convent de les Carmelites (Vic)
El Convent de les Carmelites és un edifici conventual de planta baixa i dos pisos entorn d'un claustre i d'una església eclèctica a la ciutat de Vic (Osona) protegida com a Bé Cultural d'Interès Local. Aquesta consta d'una sola nau amb capelles laterals. Com a construcció annexa hi ha un edifici aïllat que primitivament era un panteó. En substitució de l'església de Santa Eulàlia, el 1900 s'inaugurà l'església actual junt amb el convent. L'edifici del Carrer Santa Teresa fou construït el 1871.